# لیتسندورف
لیتسندورف (به آلمانی: Litzendorf) یک شهر در آلمان است که در بامبرگ واقع شده‌است. لیتسندورف ۶٬۱۰۶ نفر جمعیت دارد.